# Smyrniopsis aucheri
Smyrniopsis aucheri är en flockblommig växtart som beskrevs av Pierre Edmond Boissier. Smyrniopsis aucheri ingår i släktet Smyrniopsis och familjen flockblommiga växter. Inga underarter finns listade i Catalogue of Life.